# Robert Ford

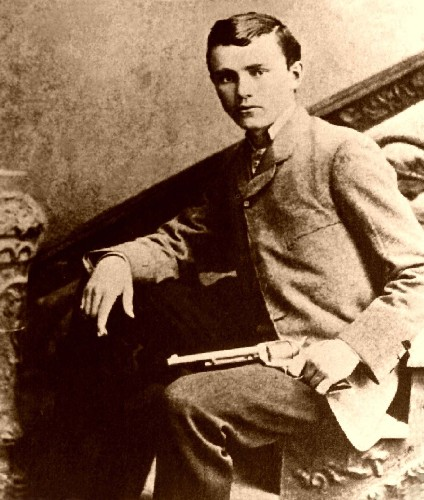
Robert Ford

Robert Newton Ford (* 31. Januar 1862 im Ray County, Missouri; † 8. Juni 1892 in Creede, Colorado), zumeist kurz Bob Ford genannt, war ein US-amerikanischer Polizeispitzel, der  als der Mörder des legendären Wild-West-Banditen Jesse James berühmt wurde.

## Leben
Robert Ford wurde 1862 als jüngster von drei Söhnen von James Thomas Ford und seiner Ehefrau Mary Bruin geboren. 1880 lernte Ford – wahrscheinlich auf Vermittlung seines ältesten Bruders Charles Ford – Jesse James kennen, den von ihm seit frühester Jugend leidenschaftlich verehrten, bereits zu Lebzeiten sagenumwobenen Anführer der sogenannten James-Bande, einer Gruppe von Räubern, die seit den späten 1860er Jahren zahlreiche Überfälle auf Banken und Züge beging. 1881/1882 erschoss Ford Wood Hide, ein Mitglied der James-Bande, weswegen er wegen Mordes verhaftet, bald darauf jedoch wieder freigelassen wurde. Er hatte gegenüber dem Gouverneur von Missouri, Thomas Theodore Crittenden, das Versprechen abgelegt, auch James zu töten, worauf ihm ein dauerhafter Straferlass sowie das auf James ausgesetzte Kopfgeld in Höhe von 10.000 US-Dollar zugesagt wurden.
1882 zogen Ford und sein Bruder Charles in den Haushalt der unter falschen Namen in Saint Joseph, Missouri, lebenden Familie James ein – offiziell als Cousins des Hausherrn. Dort erschoss Ford Jesse James am 3. April 1882 hinterrücks in der Wohnstube des Hauses. Unmittelbar nach der Tat stellte Ford sich den Behörden, die ihn und seinen Bruder zu seiner Überraschung wegen Mordes verhafteten, anklagten und zum Tode durch den Strang verurteilten. Die Hinrichtung wurde indes nicht vollstreckt und die Fords binnen zwei Stunden nach der Verkündung des Urteils wieder auf freien Fuß gesetzt, nachdem Gouverneur Crittenden beiden – wie zugesagt – vollen Straferlass gewährt hatte und ihnen einen Teil des auf James ausgesetzten Kopfgeldes zukommen ließ.
In den folgenden Jahren verdiente Ford seinen Lebensunterhalt, indem er für Porträtphotographien als „Der Mann, der Jesse James getötet hat“ posierte und zusammen mit seinem Bruder Charles in billigen Theateraufführungen die Ermordung James’ nachspielte. Er spielte die Szene in dem Stück noch etwa 800 mal nach.  
Charles Ford nahm sich 1884 das Leben. Schließlich eröffnete Bob Ford einen Saloon in der Stadt Walsenburg in Colorado.
Später eröffnete Ford einen Saloon in Creede (Colorado), in dem er am 8. Juni 1892 von Edward Capehart O’Kelley erschossen wurde. Sein Leichnam wurde zunächst in Creede begraben, später exhumiert und nach Missouri gebracht. Sein Mörder O’Kelley wurde zunächst zu lebenslangem Zuchthaus verurteilt. Die Strafe wurde jedoch vom Gouverneur des Staates nach zahlreichen Petitionen aus der Bevölkerung vorerst auf 18 Jahre herabgesetzt, im Jahr 1900, nach nur acht Jahren Gefängnis, wurde er aus dem Colorado State Penitentiary entlassen, weil er den Mord an dem Mann gerächt hatte, den sogar der spätere Präsident Theodore Roosevelt als „Amerikas Robin Hood“ bezeichnete. O’Kelley wurde 1904 bei einer Auseinandersetzung mit einem Polizisten erschossen. 
Auf Jesse James’ Grabstein ist über Ford zu lesen: „Ermordet von einem Verräter und Feigling, dessen Name es nicht wert ist, hier genannt zu werden.“

## Nachwirkung
Ford hat in vielfältiger Weise Eingang in die amerikanische Folklore gefunden. In einem berühmten Volkslied über die Ermordung Jesse James’ mit der Zeile „That Coward Bob Ford“ besungen, blieb die Bezeichnung als Feigling bis in die Gegenwart als fester Beiname bzw. als ein seinem Namen fest zugeordnetes Attribut an Ford haften.
Er wird in zahlreichen filmischen Adaptionen des Lebens und Sterbens von Jesse James dargestellt, so in Henry Kings Jesse James, Mann ohne Gesetz (1939), Fritz Langs Rache für Jesse James (1940) und Samuel Fullers Ich erschoß Jesse James (1949), in denen der Originalstoff lediglich als Orientierungsmarke für eine weitgehend fiktive Handlung dient, und in dem Film Die Ermordung des Jesse James durch den Feigling Robert Ford (2007), der sich relativ eng an die historischen Fakten hält. Zu den Schauspielern, die Ford verkörperten, zählen unter anderem John Carradine, James Dean, John Ireland und Casey Affleck.
Auf dem 1975er Album Rock of the Westies singt Elton John I Feel Like a Bullet (In the Gun of Robert Ford).